# Fladdermöss
Fladdermöss (Chiroptera) är efter gnagare den artrikaste däggdjursgruppen på jorden, med mer än 1 000 arter, vilka alla kan flyga. Deras flykt påminner om fåglarnas, men är från evolutionssynpunkt utvecklad konvergent, alltså helt på egen hand. De allra flesta livnär sig på att fånga flygande insekter.

## Etymologi
Det vetenskapliga namnet Chiroptera betyder "handvinge".

## Kännetecken
Arterna i ordningen varierar i storlek från de med en längd på bara omkring 3 centimeter och en vikt på 2 till 3 gram (till exempel trynfladdermus, Craseonycteris thonglongyai) till sådana med ett vingspann på närmare 1,5 meter och en vikt på 1,5 kilogram (hos flyghundar). Gemensamt för alla arterna är vingarna, som består av hud utspänd mellan kroppssidorna och armens förlängda fingrar, utom tummen, som hos flertalet arter är fri och försedd med en klo. Hos flyghundar har även den andra tån (pekfingret) en klo. Dessutom finns flygmembran mellan bakbenen som ofta är fäst vid en broskig hälsporre (calcar). Svansen (om så finns) kan vara inbäddad i denna hud. Det tunna flygmembranet innehåller blodkärl, muskler och nerver.
Allmänt har fladdermöss päls på buken och på ryggen, och hos några arter täcker den även delar av flygmembranet. Hos de flesta arterna är grundfärgen brun- eller gråaktig med hår som kan vara enfärgad eller som kan ha två eller tre olikfärgade avsnitt. Några fladdermöss genomgår ett pälsbyte med varierande färg under olika årstider. Hos äldre exemplar kan pälsen vara blekare på grund av att den under längre tider kommit i kontakt med avföring (guano) och urin. Vanligen har fladdermöss som lever i fuktiga regioner en mörkare päls.

Tänder hos tre till det yttre till förväxling lika arter
Myotis mystacinus = huvudarten Mustaschfladdermus
Myotis alcathoe = avknoppad art Nymffladdermus
Myotis brandtii = avknoppad art Taigafladdermus

Antalet tänder varierar mellan 20 och 38, och liksom hos andra däggdjur är de olikartade (heterodonta). Liksom hos de flesta andra däggdjur har unga fladdermöss mjölktänder. Hos flyghundar har mjölktänderna krökta spetsar och hos småfladdermöss finns ytterligare ett eller två utskott nära tandköttet. Ungar av familjen hästskonäsor tappar sina mjölktänder före födelsen. De permanenta tänderna utgörs av upp till två framtänder i överkäken samt av upp till tre framtänder i underkäken. I varje käkhalva förekommer en hörntand, upp till tre premolarer och ett varierande antal molarer. Granskning av olikheter beträffande ytterst fina detaljer i tändernas utseende är till hjälp vid artbestämning av snarlika arter.
Arternas skulderblad är påfallande stort och sitter ovanför bröstkorgen.
Synen är ganska bra hos flyghundar, som har stora ögon, men underutvecklad hos små fladdermöss.. Småfladdermöss (Microchiroptera) är dessutom färgblinda. Ett ibland förekommande rykte att fladdermöss skulle vara helt blinda är dock falskt.
Flera fladdermöss har en kännetecknande lukt som ofta kommer från ett körtelsekret. Hannar har ofta större doftkörtlar, och ibland saknar honor av samma art doftkörtlar. I några fall påverkas kroppslukten av djurets föda eller av bakteriernas fermentering i mag- tarmsystemet eller i körtlarna. Hos olika fladdermöss är doftkörteln täckt av hår som är tjockare än de vanliga kroppshåren. Dessa hår har strukturer på utsidan som liknar en kottes fjäll.

## Utbredning
Fladdermöss finns både i tropiska, subtropiska och tempererade delar av världen, men artrikedomen är störst i varma trakter och avtar längre norrut. I de tropiska delarna av Sydamerika överträffar biomassan av fladdermöss den av samtliga övriga däggdjur. På vissa öar i Stilla havet (till exempel på Nya Zeeland) och Indiska oceanen var fladdermöss de enda däggdjuren före människans ankomst. Fladdermöss saknas bara i polarregionerna och på några avlägsna öar i Oceanien.

## Systematik
Fladdermössen delas in i två underordningar, Megachiroptera och Microchiroptera.  Megachiroptera innehåller enbart flyghundarna i familjen Pteropodidae. De kännetecknas av att de saknar ekolokalisering (med undantag av släktet Rousettus), huvudsakligen äter frukt, och är betydligt större än övriga fladdermöss. Bortsett från vingarna liknar flyghundar ganska starkt ordningen primater och antogs därför tidigare av några zoologer vara "flygande apor" istället för fladdermöss. Efter nyare molekylärgenetiska undersökningar förkastades teorin. Ordningen Chiroptera är enligt dessa studier en monofyletisk grupp.
Microchiroptera omfattar alla övriga fladdermusfamiljer. Dessa har vanligen ekolokalisering och är huvudsakligen små insektsätare.
Enligt Walker’s Bats of the World som utgavs 1994 innehåller underordningen Megachiroptera 166 arter och underordningen Microchiroptera 759 arter. Sedan dess är flera nya arter beskrivna och flera tidigare underarter godkända som arter.
Fladdermöss uppkom troligen under krita i Nordamerika. Det äldsta fossil som med säkerhet kan tillskrivas djurgruppen var Onychonycteris som hittades i Klippiga bergen och som enligt dateringen är 52 miljoner år gammal. Entydiga fladdermössfossil från eocen finns även från Messels gruva.

## Levnadssätt

### Socialt beteende och flykt
De flesta fladdermusarter är aktiva på natten. De bildar större grupper när de sover och hos vissa arter uppgår antalet individer i flocken till 20 miljoner. Fladdermöss är den enda däggdjursgrupp som kan flyga aktivt; förmågan att sväva längre sträckor finns även hos några andra däggdjur. Flyghastigheten kan uppgå till 50 km/h. Beroende på art och utbredningsområde har fladdermöss olika viloplatser. De gömmer sig bland annat i källare eller på vinden i byggnader, de vilar i grottor och mindre bergssprickor eller använder ihåliga träd samt täta växtansamlingar som sovplats. Några fladdermöss sover i fågelbon, andra håller sig  fast med fötterna på mindre grenar eller i trädens bark. Hos fladdermöss förekommer även arter som omformar stora blad till en struktur som liknar ett tält.
Det finns härdiga fladdermöss som kan sova under varierande förhållanden och känsliga arter som behöver en viss luftfuktighet eller en fast ljusnivå vid viloplatsen. Oftast är de arter som håller vinterdvala eller intar ett stelt tillstånd (torpor) särskilt känsliga för störningar. Beroende på art vilar individerna ensamma, i mindre flockar eller i stora kolonier. Flera arter kan bilda blandade kolonier.
En del fladdermöss övervintrar i varmare regioner som kan ligga 1 000 km från den plats där de föder sina ungar. Flera arter som äter frukter, nektar eller pollen vandrar till den plats som erbjuder mest föda beroende på årstid.
Fladdermöss använder även känseln för att navigera genom luften. I vingarna finns särskilda känselreceptorer, och de små hårstrån som växer därur registrerar luftmotstånd och annan information och överför denna till hjärnan. Fladdermusen korrigerar då kursen och undviker kollisioner. Denna upptäckt gjordes av den australiska professorn i neurovetenskap John Cook vid Ohio University. På Mustaschfladdermusen sitter sådana hår i mungiporna.
Rörelseförmågan på land är beroende på art. Flera fladdermöss kan snabbt kravla på marken, och andra är skickliga klättrare.

### Vila
Fladdermöss vilar med huvudet nedåt. De behöver då inte hålla jämvikten och kan snabbt flyga iväg vid fara. Fötterna sluts automatiskt på grund av kroppsvikten.

### Föda
Fladdermössen är till största delen insektsätare, vilka jagar i mörkret med ekolokalisering, men många arter som till exempel långörad fladdermus och nordisk fladdermus jagar även med synen. Det finns dock även arter som är fruktätare, till exempel flera flyghundar och underfamiljen Stenodermatinae (familj bladnäsor) som förekommer i Amerika. Fladdermöss som äter frukter finns bara i tropiska och subtropiska regioner där det alltid förekommer färska frukter. En del arter lever på nektar och pollen. De tillhör bland annat släktgruppen Macroglossini (familj flyghundar) och underfamiljen Glossophaginae (familj bladnäsor). Fladdermöss som äter pollen och nektar är små och har lång nos och tunga. De spelar en betydande roll i växternas pollinering. Några arter är köttätare. De livnär sig bland annat av fåglar, grodor, ödlor och mindre däggdjur som gnagare och andra fladdermöss. Köttätare finns bland annat i underfamiljen Phyllostominae (familj bladnäsor) och i familjen storöronfladdermöss. Bara de tre arter som tillhör underfamiljen vampyrer (Desmodontinae) lever av blod.

### Ekolokalisering
Ljudet som används för ekolokaliseringen skapas hos småfladdermöss i struphuvudet och avges genom munnen eller genom näsborrarna. Flyghundar av släktet Rosettus producerar klickljudet däremot med tungan. Hos en del småfladdermöss är ljudnivån påfallande hög med upp till 110 decibel fram till 10 cm avstånd. För att skydda sig själv blockerar de sin hörsel när de skapar klickljudet. Ljuden kan vara en ren ton eller vara sammansatt av flera deltoner med olika frekvenser (ett ackord) med varierande inbördes styrka, som ger klangfärgen. Hos flera arter förekommer båda varianterna samtidigt.
Varje art har sin kombination av pulslängd, det tysta intervallet under avlyssningsperioden och frekvensomfånget. Analys av ljudinspelningar av fladdermössens rop ger fingervisning för artbestämning. Arten dvärgpipistrell skildes till exempel år 2000 från arten sydpipistrell på grund av olikartade ljudfrekvenser. Däremot kan det finnas små variationer inom en art beroende på habitat, och när flera individer av samma art jagar samtidigt.
Fördröjningen mellan en skrikpuls och det under tystnadsperioden mottagna ekot från samma puls analyseras, vilket ger information om avståndet till hindret. När ekot har samma frekvens som då skriket skapades,  betyder det att föremålet (bytet) är orörligt. Byten identifieras som rörliga, sedan fladdermusen analyserat dopplereffekten i en följd av mottagna ekon. När frekvensen är stigande, minskar avståndet till bytet, och när frekvensen är fallande ökar avståndet. I det ögonblick en stigande frekvens plötsligt övergår till fallande (och ekot är som starkast) är bytet på allra närmaste håll.

### Fortplantning
Hos alla fladdermöss förekommer någon form av fördröjning mellan kopulationen och ungens eller ungarnas födelse. Förseningen kan bero på att honan lagrar hannens sperma i sina könsdelar innan ägget eller äggen befruktas. En annan variant är att det befruktade ägget bara utvecklas till en blastocyst som sedan förvaras fritt i honans livmoder. Utvecklingen fortsätter när blastocysten inbäddas i livmoderväggen. Genom den tredje metoden bildas embryoet direkt och sedan inträffar en paus eller en långsam utveckling. Hos några fladdermöss äger två av tillvägagångssätten rum.
Ordningens medlemmar föder få ungar jämfört med andra lika stora däggdjur. Allmänt förekommer en kull per år med en unge. I familjen läderlappar är tvillingar mera vanliga och hos några släkten som Lasiurus förekommer upp till fem ungar per kull. Hos småfladdermöss väger ungarna vid födelsen redan en fjärdedel av moderns vikt. För flyghundar är samma värde cirka 12 till 15 procent. Ungen diar sin mor tills den har fått flygförmåga.
Hos flera fladdermöss bildar honor för ungarnas födelse och uppfostring egna kolonier som är skilda från hannarna. Det finns hos några arter honor som ger di åt främmande ungar.
Jämfört med andra mindre däggdjur blir fladdermöss gamla. Hos några arter når vissa individer en ålder av 30 år. Det äldsta kända exemplaret, som blev 41 år, tillhörde arten taigafladdermus (Myotis brandti). En viktig faktor som påverkar livslängden är antalet aktiva fiender under natten.

## Hot
Många arter av fladdermöss är hotade eller sällsynta, ofta framför allt på grund av habitatförlust.
I Sverige har man hittat 19 arter fladdermöss, vilka alla tillhör familjen läderlappar. Samtliga arter av fladdermöss är sedan 1986 fridlysta i Sverige, först enligt jaktlagstiftningen (3:e paragrafen) och numera även enligt artskyddförordningen. Detta gäller trots att några sverigelevande arter numera bedöms som livskraftiga (kod LC). Exempelvis mustaschfladdermus finns ej längre med i 2015 års rödlista.
Alla fladdermöss i Europa skyddas av konventionen EUROBATS - avtalet för skydd av europeiska fladdermuspopulationer. Avtalet skyddar fladdermössen, deras boplatser, övervintringsplatser och deras viktigaste jaktområden.

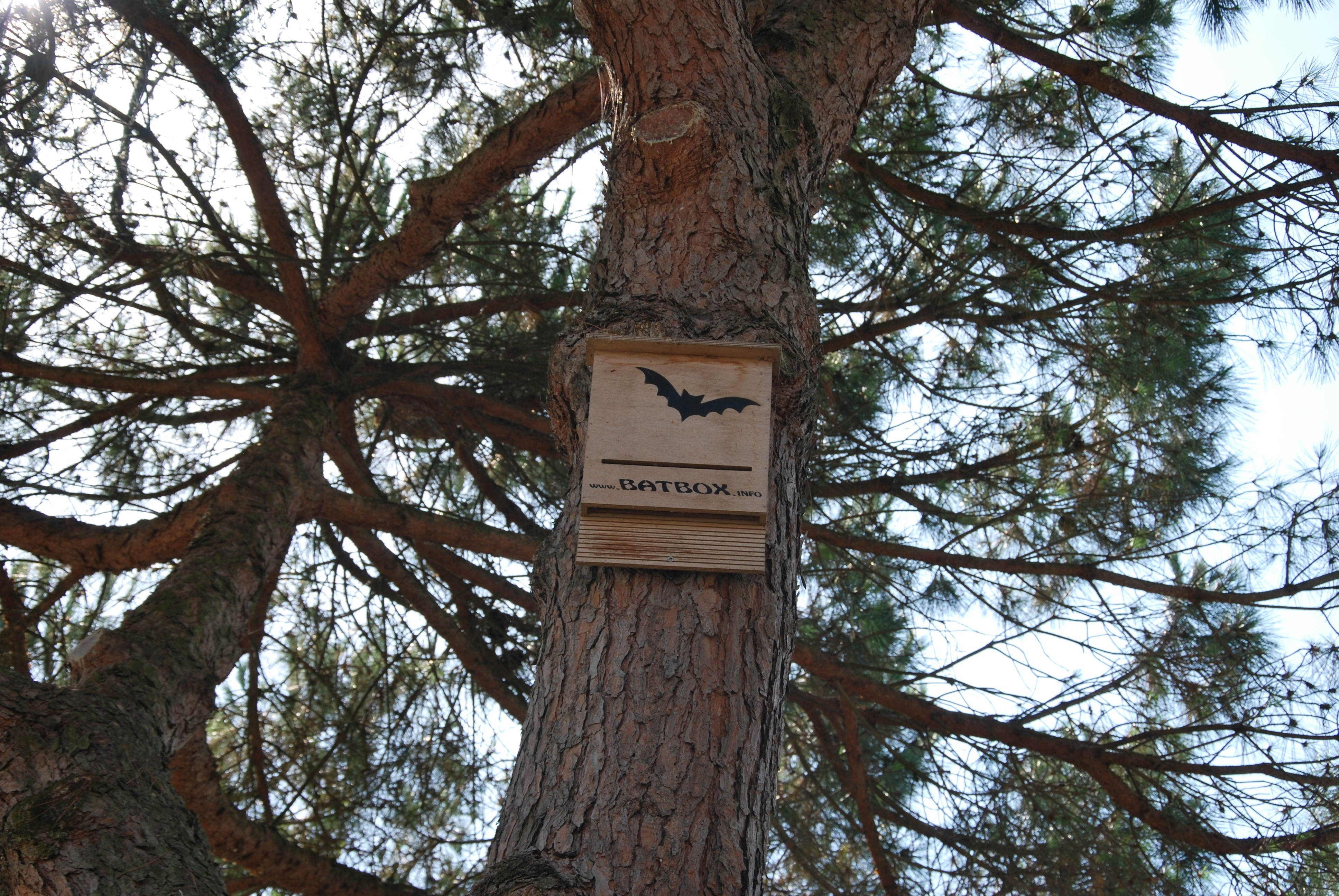
Fladdermusholk

Till fladdermössens hjälp kan man i lämpliga habitat sätta upp speciella fladdermusholkar. Dessa skiljer sig från fågelholkar genom att ingången är i holkens undersida. Fladdermössens revir är mycket stora, många kilometer. Naturskyddsområden där man vill hjälpa fladdermöss måste därför vara tillräckligt stora, eller åtminstone erbjuda fredade kanaler mellan några mindre områden. 
Fladdermöss som övervintrar i grottor eller nedlagda gruvor är särskilt känsliga för störningar. I flera fall har därför skyddsåtgärder vidtagits av den berörda statens myndigheter eller av andra organisationer. Bland annat informeras befolkningen med hjälp av broschyrer eller tänkbara besökare avvisas genom varningsskylt eller stängsel.
Hur fladdermöss beter sig i mötet med vindkraftanläggningar samt vilken risk det finns för kollisioner är svårt att studera och har hittills (2017) varit föga känt. I åtminstone ett fall har man hittat en död fladdermus intill ett vindkraftverk, vilket är ett indicium att en kollision med dödlig utgång inträffat.

## Svenska arter
En del tidigare svenska namn har ändrats, men de vetenskapliga namnen har behållits. I tabellen nedan används nu gällande namn.
| Svenskt namn                                                               | Vetenskapligt namn        | Område                                        | Status                                        | Tillhåll a) | Tillhåll a) |
| Svenskt namn                                                               | Vetenskapligt namn        | Område                                        | Status                                        | Sommar      | Vinter      |
|                                                                            |                           |                                               |                                               |             |             |
| Barbastell                                                                 | Barbastella barbastellus  | Från syd och norrut t o m Östergötland        | Sällsynt, starkt hotad                        | B           | B G         |
| Bechsteins fladdermus                                                      | Myotis bechsteinii        | Skåne                                         | Mycket sällsynt, akut hotad                   | T           | T G         |
| Brunlångöra                                                                | Plecotus auritus          | Från syd och norrut t o m Ångermanland        | Vanlig                                        | B T         | B G         |
| Dammfladdermus                                                             | Myotis dasycneme          | Skåne, Uppland                                | Mycket sällsynt, starkt hotad                 | T B         | G           |
| Dvärgpipistrell                                                            | Pipistrellus pygmaeus     | Från syd och norrut t o m Gästrikland         | Vanlig                                        | B T         | B T         |
| Fransfladdermus                                                            | Myotis nattereri          | Från syd och norrut t o m Ångermanland        | Tämligen vanlig                               | B G         | G B         |
| Grålångöra                                                                 | Plecotus austriacus       | Skåne, Gotland                                | Sällsynt                                      | B T         | T B         |
| Gråskimlig fladdermus                                                      | Vespertilio murinus       | Från syd och norrut t o m Gästrikland         | Tämligen vanlig                               | B           | B           |
| Mindre brunfladdermus                                                      | Nyctalus leisleri         | Skåne, Småland, Gotland                       | Sällsynt                                      | T B         | T B         |
| Mustaschfladdermus                                                         | Myotis mystacinus         | Från syd och norrut t o m Hälsingland         | Tämligen vanlig, dock vikande tendens, sårbar | B T         | G B         |
| Nordfladdermus                                                             | Eptesicus nilssonii       | Hela Sverige                                  | Vanlig                                        | B           | B           |
| Nymffladdermus                                                             | Myotis alcathoe           | Skåne, Blekinge                               | Sällsynt                                      | T           |             |
| Större brunfladdermus                                                      | Nyctalus noctula          | Från syd och norrut t o m Uppland             | Tämligen vanlig                               | T B         | T B         |
| Större musöra                                                              | Myotis myotis             | Skåne                                         | Mycket sällsynt                               | B           | G           |
| Sydfladdermus                                                              | Eptesicus serotinus       | Halland, Skåne, Blekinge, Öland, Södermanland | Sällsynt                                      | B           | B           |
| Sydpipistrell                                                              | Pipistrellus pipistrellus | Småland, Öland                                | Sällsynt                                      | B T         | B           |
| Taigafladdermus                                                            | Myotis brandtii           | Från syd och norrut t o m Västerbotten        | Tämligen vanlig                               | B           | B G         |
| Trollpipistrell                                                            | Pipistrellus nathusii     | Från syd och norrut t o m Ångermanland        | Sällsynt, missgynnad                          | T           | T B         |
| Vattenfladdermus                                                           | Myotis daubentonii        | Från syd och norrut t o m Ångermanland        | Vanlig                                        | T B G       | G           |
|                                                                            |                           |                                               |                                               |             |             |
| a) - B = Byggnad - G = Grotta, jordkällare eller brovalv - T = Håla i träd |                           |                                               |                                               |             |             |

## Bygdemål
| Namn      | Område       | Referens | Kommentar |
| --------- | ------------ | -------- | --------- |
| Läppskaka | Ångermanland | [ 23 ]   |           |